# Acuario de Bangalore
El Acuario de Bangalore  es el segundo acuario más grande del país asiático de la India. Se encuentra a la entrada del Parque Cubbon en la ciudad de Bangalore, India, y fue construido en 1983. El acuario de Bangalore es controlado por el Gobierno del Estado.
Los peces que se pueden ver en el acuario incluyen anguilas, peces ángel, tiburones de cola roja, catlas, langostinos de agua dulce, gourami azul, pez de oro, entre muchos otros.